# 春申涧坊
31°34′48″N 120°15′54″E / 31.58000°N 120.26501°E
春申涧坊，位于中华人民共和国江苏省无锡市梁溪区锡惠公园惠山东麓春申涧北侧，是一座古牌坊，为无锡市文物保护单位。

## 特点
春申涧坊是清朝时期为了纪念战国春申君黄歇饮马处，牌坊利用旧牌坊构件改制而成，为金山石质、三门四柱“丫头坊”。因保存完好，1983年无锡市人民政府认定其为无锡市文物保护单位（2016年重新认定）。

## 相关
- 卧云石
- 华彦钧墓